# Christoph Stier
Christoph Stier (* 7. Januar 1941 in Magdeburg; † 14. Februar 2021 in Rostock) war ein deutscher Theologe und Pastor. Von 1984 bis 1996 war er Landesbischof der Evangelisch-Lutherischen Landeskirche Mecklenburgs.

## Leben und Wirken
Nach Besuch von Grund- und Oberschulen in Halle studierte er von 1959 bis 1964 Theologie an der Universität Rostock. Nach dem 1. Examen blieb er vorübergehend als wissenschaftlicher Assistent an der Universität.
Nach seinem Vikariat übernahm er 1970 ein Gemeindepfarramt im Rostocker Neubaugebiet Lütten-Klein.
1984 wurde er von der Synode der Evangelisch-Lutherischen Landeskirche Mecklenburgs als Nachfolger von Heinrich Rathke zum Landesbischof gewählt. Das Amt übte er bis 1996 aus. Sein Nachfolger war Hermann Beste.
Von 1986 bis 1988 war er auch leitender Bischof der Vereinigten Evangelisch-Lutherischen Kirche in der DDR. Auf der EKD-Synode im Jahr 1990 äußerte sich Stier im Hinblick auf das Ende der DDR und die Zukunftsperspektiven kritisch: „Von uns bleibt nichts, [...] wir sind nicht frei, unsere Wege neu zu gestalten.“
Von 1997 bis zu seinem Ruhestand 2004 wirkte er als Landessuperintendent des ostmecklenburgischen Kirchenkreises Stargard. Zuletzt war er noch Mitglied des Beirats der Bundesbeauftragten für die Stasi-Unterlagen. 
Er war verheiratet und hatte drei Kinder. Zu seinen Nebenbeschäftigungen gehörte die Musik; er war ein Laien-Querflötist.